# Shou bo

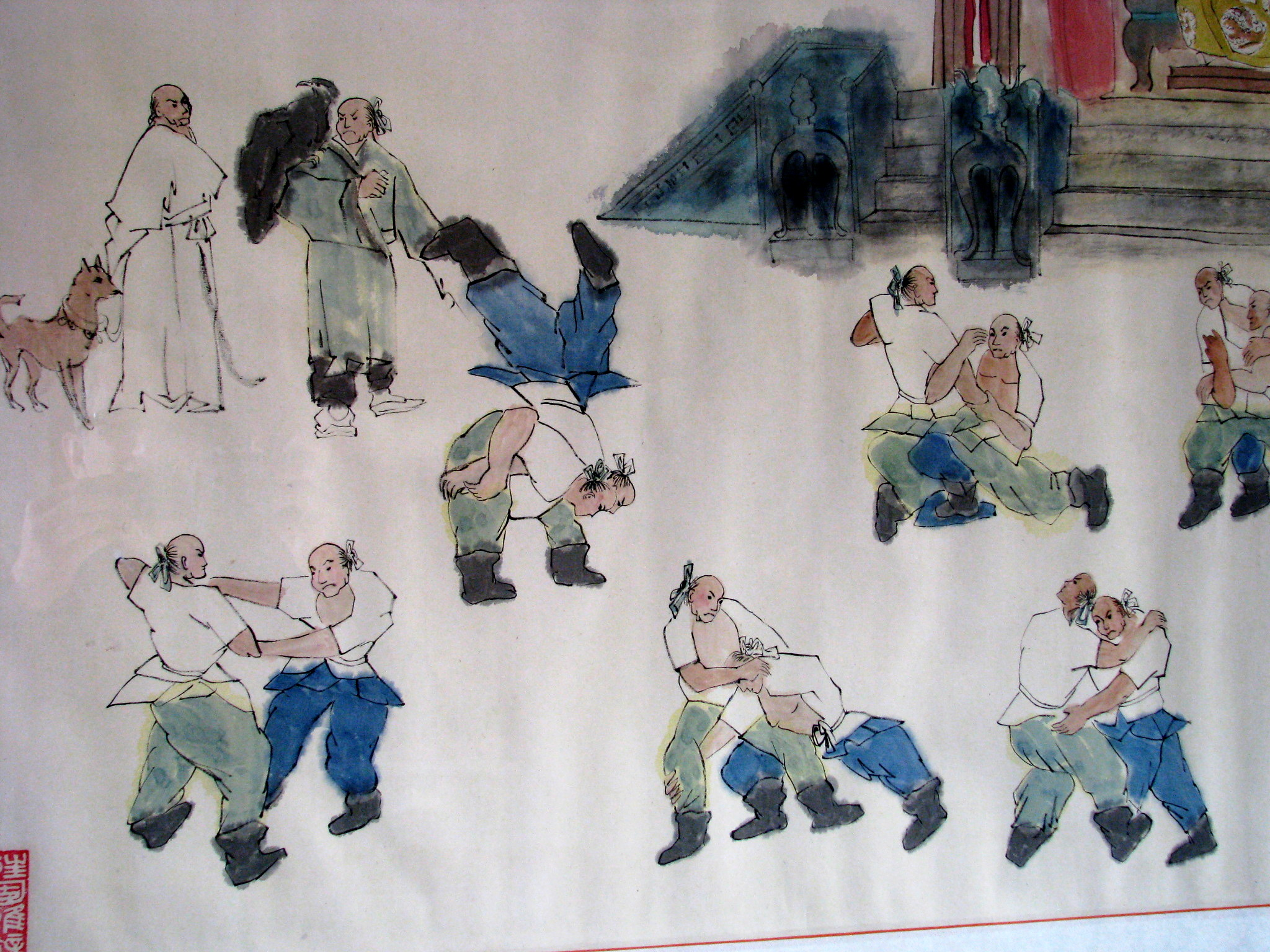
Disegno cinese raffigurante combattimenti tradizionali

Il termine cinese Shou Bo 手搏 significa  "combattimento a mani nude" (Shou 手 "mano" e Bo 搏 "combattimento") ed è considerata un'arte marziale cinese.

## Storia

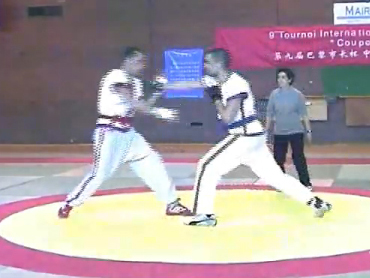
Tecnica di pugno

Le prime tracce di questa pratica vengono fatte risalire al terzo secolo a.C., sotto la dinastia Qin 秦 (221-206 a.C.). Questa forma di combattimento proponeva l'utilizzo combinato di diverse tecniche: pugni e calci nella lunga distanza, prese e proiezioni nel corpo a corpo. Tale pratica rimase diffusa fino alla fine della dinastia Song 宋 (960-1279). Con l'avvento dei mongoli la pratica viene vietata per timore di rivolte da parte dei cinesi. Solo la lotta, praticata da tempo anche dai mongoli, viene tollerata. Con la dinastia Ming 明 (1368-1644) le tecniche di percussione vengono riabilitate ma l'espressione Shou bo cadrà in disuso. Negli anni a seguire vi sarà una netta divisione tra le pratiche di lotta a corpo a corpo (shuai jiao) e quelle che prevedono tecniche percussive (wu shu).

## L'approccio contemporaneo allo Shou Bo

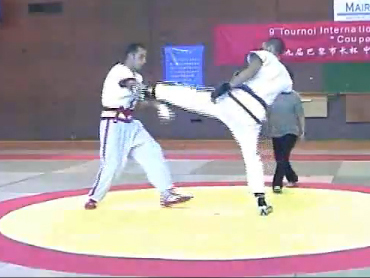
Tecnica di calcio

In epoca moderna il termine shou bo viene ripreso per indicare una pratica di combattimento che si rifà agli antichi usi marziali cinesi, ma perseguendo tre nuovi obbiettivi. Il primo è proporre un'attività fisica, salutare ed educativa, che fonda le sue radici nella cultura cinese, adatta ad ogni tipo di praticante. Il secondo è poter riunire in una pratica di combattimento sia le tecniche percussive che quelle di lotta a corpo a corpo, limitando le situazioni di pericolo per i contendenti. Il terzo obiettivo è quello di promuovere una disciplina competitiva che possa essere attrattiva per i praticanti e spettacolare per il pubblico. Per esempio a differenza del sanda i pugni e calci non sono permessi al viso, e non è contemplato il perseguimento del knock-out, ma sono premiate le proiezioni a terra.

## Il lato  sportivo dello Shou Bo: rispetto e non violenza

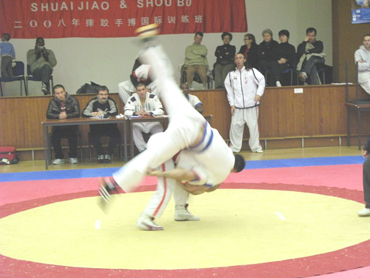
Tecnica di proiezione

L'orientamento dello shou bo sportivo è fondamentalmente non violento. Richiede qualità come: velocità, agilità, intelligenza, abilità, tattica, strategia, che rispecchiano lo spirito cinese di antagonismo, nel rispetto dell'altro. Gli atleti vestono pantaloni ed una giacca smanicata robusta, portano guantini senza dita che permettono di effettuare le prese sulla giacca. L'area di combattimento è un cerchio di tre metri di diametro, l'uscita dall'area comporta una penalità, quindi è molto importante la mobilità. I punti si assegnano: colpendo con calci e pugni (ma se inferti con troppa forza danno atto a penalità), facendo cadere l'avversario, o facendolo uscire dal cerchio. A partire dal 2000, vengono organizzate competizioni nazionali ed europee.

### Video
- Dimostrazione di combattimenti di tipo sportivo, su youtube.com.
- Dimostrazione non sportiva, ma esemplificativa delle tecniche, su youtube.com.